# Александровское муниципальное образование (Саратовский район)
Александровское муниципальное образование — упразднённое сельское поселение в Саратовском районе Саратовской области Российской Федерации.
Административный центр — посёлок Тепличный.
Законом Саратовской области от 25.11.2021 № 133-ЗСО с 1 января 2022 года было упразднено в результате объединения муниципального района с городским округом Саратовом.

## История
Статус и границы сельского поселения установлены Законом Саратовской области от 29 декабря 2004 года № 113-ЗСО «О муниципальных образованиях, входящих в состав Саратовского муниципального района».

## Население
| 2010  | 2011  | 2012  | 2013  | 2014  | 2015  | 2016  |
| ----- | ----- | ----- | ----- | ----- | ----- | ----- |
| 6355  | ↘6354 | ↗6382 | ↗6514 | ↗6572 | ↗6667 | ↗6743 |
| 2017  | 2018  | 2019  | 2020  | 2021  |       |       |
| ↗6818 | ↗6843 | ↘6766 | ↘6737 | ↗7070 |       |       |

## Состав сельского поселения
| № | Населённый пункт | Тип населённого пункта          | Население |
| - | ---------------- | ------------------------------- | --------- |
| 1 | Авдеевка         | деревня                         | →0        |
| 2 | Александровка    | село                            | ↗1914     |
| 3 | Березина Речка   | село                            | ↗1105     |
| 4 | Бурки            | станция                         | 16        |
| 5 | Еремеевка        | село                            | ↗42       |
| 6 | Калашников       | деревня                         | ↗122      |
| 7 | Кокурино         | деревня                         | ↗192      |
| 8 | Рейник           | посёлок                         | ↗885      |
| 9 | Тепличный        | посёлок, административный центр | ↗2063     |